# Món Casteller. Museu Casteller de Catalunya

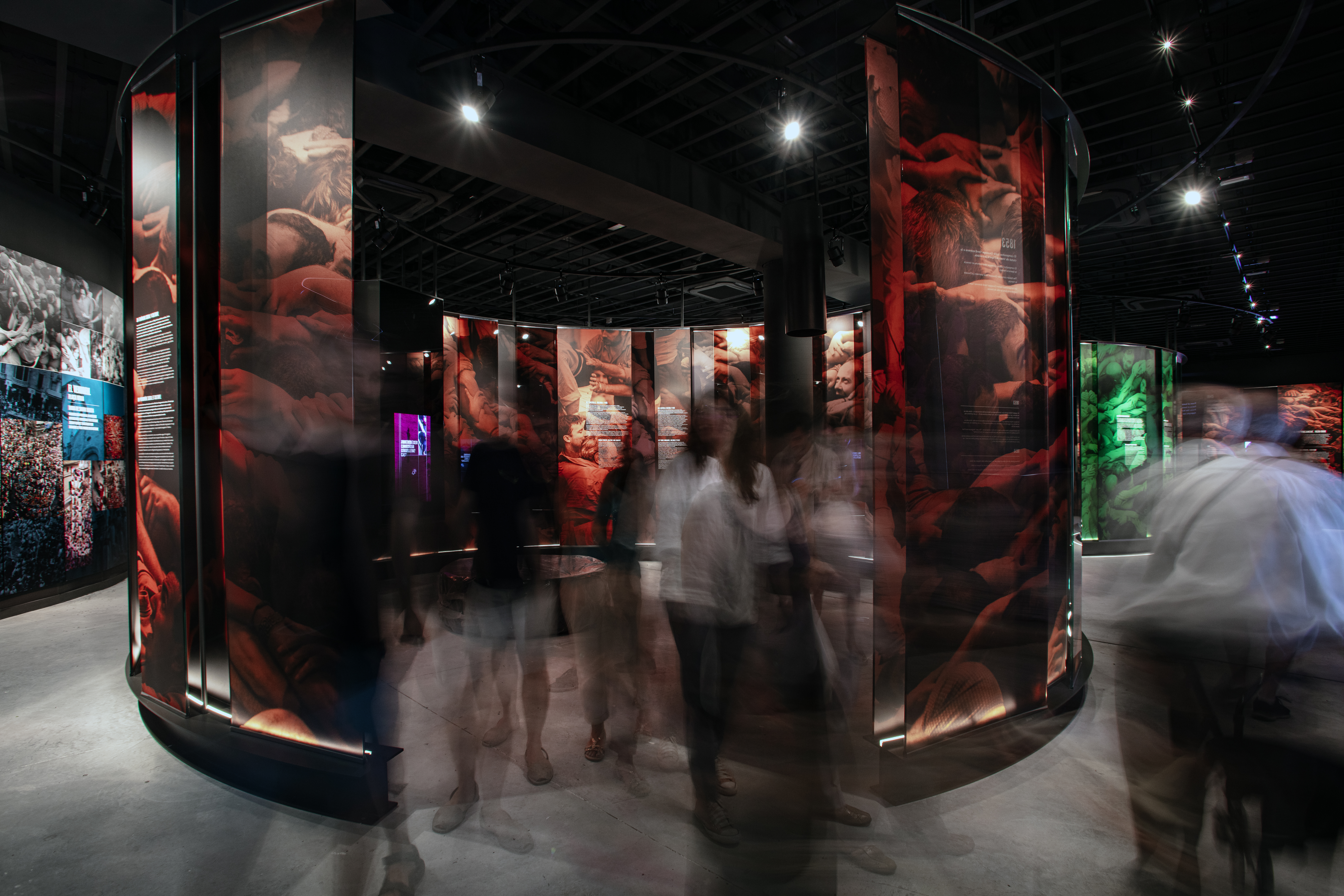

Món Casteller. Museu Casteller de Catalunya és un museu a la ciutat de Valls, capital de l'Alt Camp i considerada la ciutat bressol dels castells i el seu quilòmetre zero. El projecte es planteja com un espai de referència de l'univers casteller per viure'n les experiències.
MCC és un projecte impulsat pel Departament de Cultura de la Generalitat de Catalunya, la Diputació de Tarragona, l'Ajuntament de Valls i la Coordinadora de Colles Castelleres de Catalunya. La presidència del consorci recau en la Generalitat de Catalunya i l'execució delegada de l'obra, de la museografia i de la secretaria en l'Ajuntament de Valls.

## Història

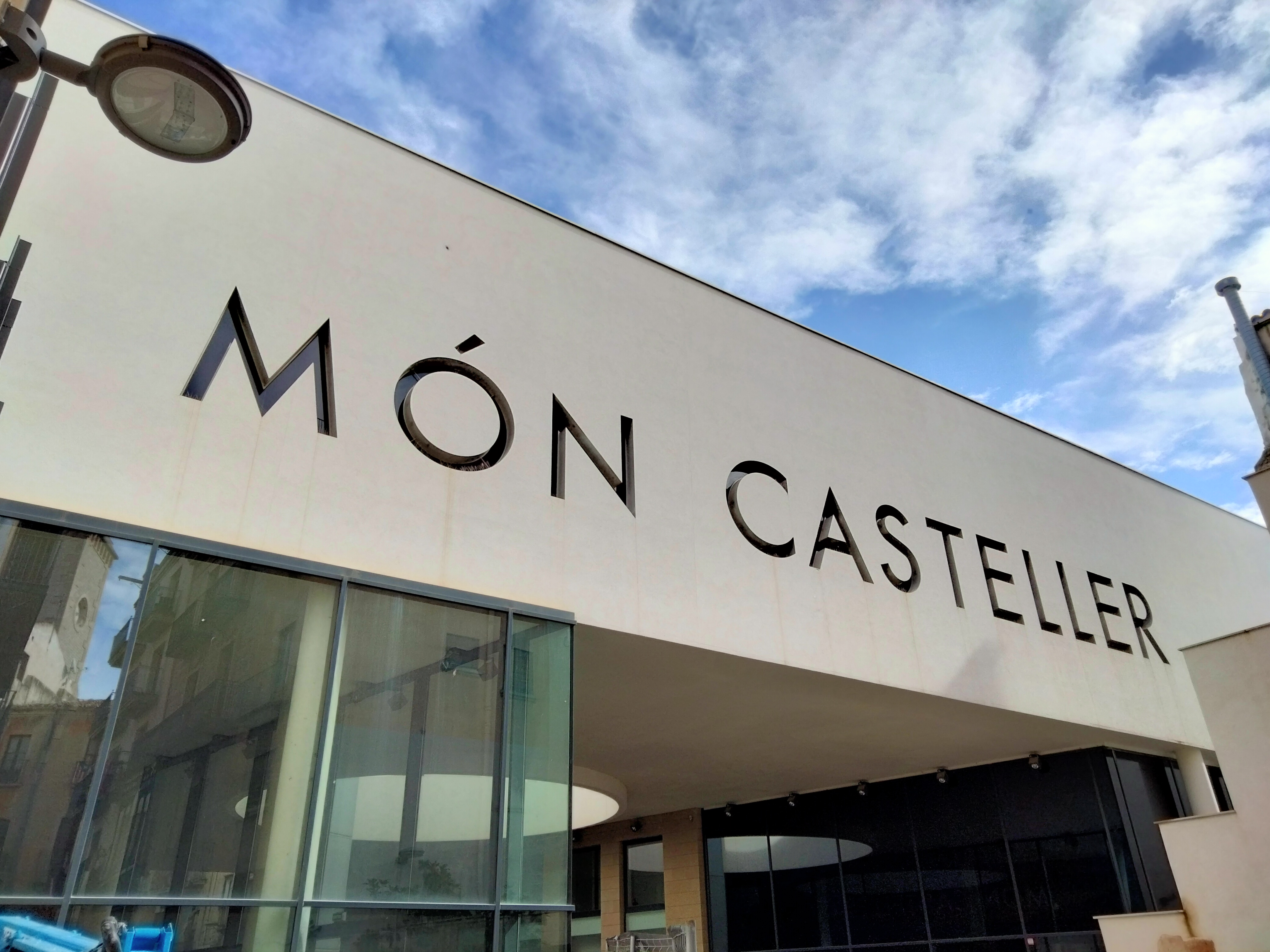
El Museu Casteller el 21 d'octubre del 2022

La proposta de crear un museu dedicat als castells a la ciutat de Valls resta lligada a l'historiador i fotògraf vallenc Pere Català Roca. Aquest, a finals de la dècada dels anys cinquanta del segle passat ja menava per la instal·lació d'un centre on difondre la cultura castellera. En aquest sentit, exposicions a Valls i Tarragona el 1964 i 1968, respectivament, reforcen la proposta que Català Roca torna a posar sobre la taula en el Congrés de Cultura Catalana de l'any 1977 i al Congrés de Cultura Tradicional i Popular del 1982.
El 26 de juliol de 1978 es va celebrar la "primera junta" del Museu Casteller de Catalunya, configurada per un president, Francesc Manresa Baró, i 13 vocals: Ramon Trilla Gatell, Joan Cusidó Rodriguez (Colla Vella dels Xiquets de Valls), Joan Enric Ribé (Colla Joves Xiquets de Valls), Joan Rafí Fontanillas, Josep Mª Rodón Barrufet, Jordi Badia Cucurull, Joan Climent Ferré, Lluís Fàbregas Pla, Josep Busquets Odena, Josep Casanova Coll, Josep Secall Duch, Pere Català i Roca i Jaume Casanova "Crossa".
La iniciativa serà recollida per l'Institut d'Estudis Vallencs, creant l'any 1984 una comissió per donar continuïtat a altres accions que havia fet l'entitat com l'exposició castellera en les dependències de l'Antic Hospital de Sant Roc l'any 1981. El 1985 s'instal·la una mostra permanent a l'edifici de Can Segarra, a la plaça del Blat núm. 9, coincidint amb la Festa Major de Sant Joan. Dos anys més tard deficiències estructurals en l'immoble obliguen al seu tancament.
El 1997 s'enceta una nova fase durant la qual s'inicia la redacció del projecte museològic. Es confeccionà per part d'una comissió d'especialistes convocada pel Departament de Cultura de la Generalitat de Catalunya, l'Ajuntament de Valls i el Museu de Valls.
La voluntat d'ubicar el Museu a Can Segarra no s'abandonarà fins a l'any 2003 quan es proposa l'edifici de l'antiga caserna militar i fins aquell moment seu de l'Institut d'Educació Secundària Narcís Oller, ubicat a la plaça del Quarter.
L'any 2007, l'Ajuntament de Valls anuncia un nou canvi d'ubicació amb la creació d'un edifici de nova planta fora del nucli urbà, a la partida de Ruanes.

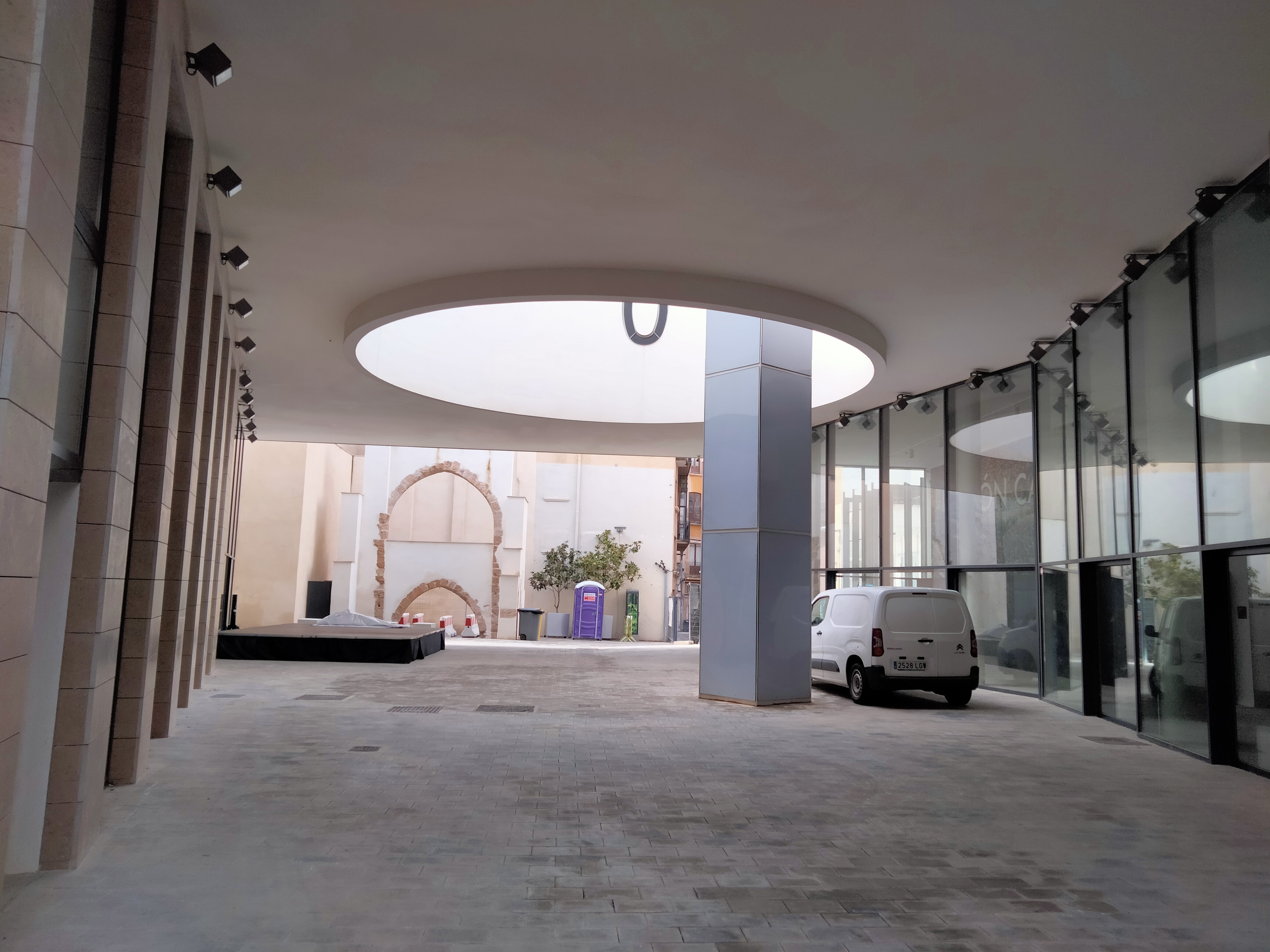
Placeta interior del museu

Dijous 11 de juny de 2009 a Valls el conseller de Cultura i Mitjans de Comunicació, Joan Manuel Tresserras; l'alcalde de Valls, Albert Batet; el president de la Diputació de Tarragona, Josep Poblet; i el President de la Coordinadora de Colles Castelleres de Catalunya, presentaren en roda de premsa el projecte del Museu Casteller de Catalunya, amb les explicacions de l'autor, el prestigiós arquitecte Dani Freixes Melero, de l'empresa Varis Arquitectes SLP. Després de dècades d'idees, es tracta del primer projecte arquitectònic en ferm del nou equipament. Concretament es planejà un edifici amb més de 3.000 m2, que implicava la nova urbanització d'un entorn de 10.000 m².
El 2010 es formalitza el primer projecte arquitectònic executiu. El novembre del mateix any la UNESCO reconeixia els castells com Patrimoni Immaterial de la Humanitat.
El 22 d'abril de 2014 s'inciaren els treballs d'enderroc dels 29 immobles que han donat lloc a l'espai necessari per a la construcció del nou equipament cultural i turístic. L'enderroc fou manual donada l'antiguitat de les finques i el seu mal estat de conservació. Per realitzar aquest projecte d'enderroc concursaren 34 empreses i en resultà adjudicatària Excavacions Carbonell.
L'abril de 2015 s'iniciaren les obres de construcció del nou equipament per part de l'empresa Carbonell Figueres, que havia resultat la guanyadora del concurs a què optaren 35 empreses. Consisteixen en l'edificació de la caixa de l'edifici. L'import és de 2.727.331 €.
L'any 2017 s'acaben les obres amb un pressupost final de construcció xifrat en 2.901.000 €.
El mes de novembre del 2018 comencen les obres de subministrament i instal·lació de tota la museografia.
El projecte ha suposat una inversió global de 9 M€.

### Retards en l'obertura

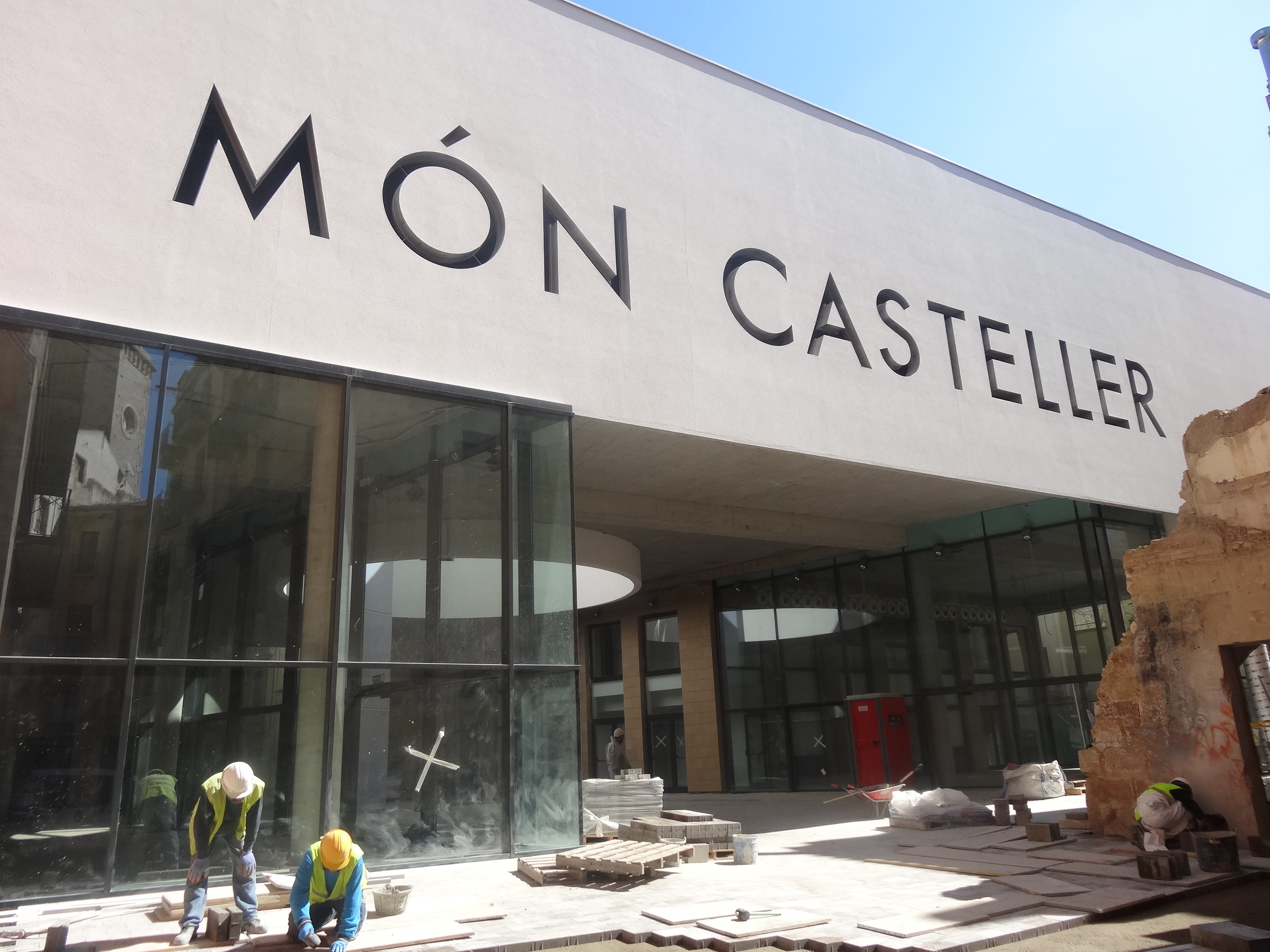
Març de 2017, obres al Museu Casteller de Catalunya

Després d'acumular nombrosos retards, amb una data inicial d'obertura prevista per l'any 2017, el museu obrí el 8 de setembre de 2023.
El mes de gener del 2018, l'única empresa que s'havia presentat a la licitació per subministrar i instal·lar els equipaments del projecte museogràfic va retirar la seva oferta.
El mes de març del 2019, es treballava per obrir el museu aquell mateix estiu, però el concurs per licitar la gestió del museu va quedar també desert. Llavors es va començar a treballar en la modificació del plec de clàusules per fer més atractiva la licitació, que es preveia publicar aquell mes d'octubre.
El mes de desembre del 2021, es va condicionar la publicació de la licitació a la millora de la situació sanitària provocada per la Pandèmia de COVID-19. No obstant això, l'objectiu era posar en marxa el museu l'any 2022, cinc anys després de la data prevista inicialment.
Finalment, el Museu Casteller va obrir les portes el 8 de setembre de 2023. La inauguració oficial del museu es va fer el 22 d'octubre coincidint amb les Fires de Santa Úrsula de Valls. A l'acte hi van ser convidades més de 100 colles castelleres.

## El museu
El projecte museogràfic del Museu Casteller de Catalunya ha estat elaborat partint del projecte museològic que entre el 1997 i el 2003 confeccionà una comissió d'especialistes convocada pel Departament de Cultura de la Generalitat de Catalunya, l'Ajuntament de Valls i el Museu de Valls.
El 8 de gener del 2016 es feu públic el veredicte del concurs d'idees per definir el projecte museogràfic del Museu i en el qual van prendre part 18 empreses. El jurat, integrat per especialistes externs dels àmbits del turisme, la cultura, les noves tecnologies, l'arquitectura i els castells, designava l'empresa del museògraf i escenògraf Ignasi Cristià com a guanyadora. La proposta parteix de la màxima castellera de “Força, equilibri, valor i seny”, creada per Josep Anselm Clavé en el seu poema “Los Xiquets de Valls” de 1867. Així mateix, amb la denominació “Un castell en tres actes”, apel·la a les sensacions i emocions que envolten el fet casteller, valent-se de recursos audiovisuals i multimèdia per aconseguir-ho. L'import de la redacció i direcció d'aquest projecte museogràfic és de 139.460 €.

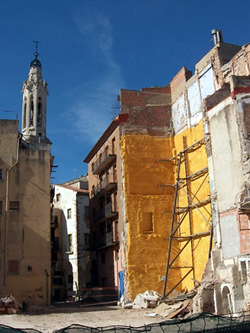
Construcció de l'edifici